# 어부바
《어부바》는 2022년에 개봉한 대한민국의 영화이다.

## 캐스팅
- 정준호 : 종범 역
- 최대철 : 종훈 역
- 이엘빈 : 어린 노마 역
- 박정숙 : 강소윤 역
- 김수경 : 유하동 역
- 현철호 : 배판식 역
- 리이만 : 밍밍 역
- 권혁진 : 재성 아빠 역
- 어석환 : 한민 아빠 역
- 나대한 : 조선족 1 역
- 김정섭 : 조선족 2 역
- 강서린 : 한이슬 역
- 방준혁 : 문재성 역
- 최우록 : 강한민 역
- 주소정 : 이서우 역
- 이류경 : 강예나 역
- 유준혁 : 배태구 역
- 김하린 : 이정미 역
- 류인영 : 이 선생님 역
- 오예림 : 박 선생님 역
- 박근영 : 우둔식 역
- 김시은 : 이 대리 역
- 전소전 : 오 팀장 역
- 강경숙 : 학폭위 1 역
- 장은정 : 학폭위 2 역
- 손원대 : 형사 1 역
- 정영록 : 딜러 역
- 곽민석 : 한정우 역 (특별출연)
- 최문수 : 장만옥 역 (특별출연)
- 김재용 : 성인 노마 역 (특별출연)